# 42년

## 연호
- 후한(後漢) 건무(建武) 18년

## 기년
- 후한(後漢) 광무제(光武帝) 18년
- 신라(新羅) 유리 이사금(儒理泥師今) 19년
- 고구려(高句麗) 대무신왕(大武神王) 25년
- 백제(百濟) 다루왕(多婁王) 15년
- 금관가야(金官伽倻) 수로왕(首露王) 원년

## 사건
- 가야(伽倻) 건국
- 신라, 유리 이사금, 탈해에게 정사를 맡김.

## 탄생
- 가락국(駕洛國)의 시조 수로왕(首露王) (~199년)
- 제7대 교황 식스토 1세 (~145년)